# کوسکوس آراسته
کوسکوس آراسته (نام علمی: Phalanger ornatus) نام یک گونه از سرده پره‌کیسه‌دارها است.